# Liga ACB 2002-2003
La Liga ACB 2002-2003 è stata la 47ª edizione del massimo campionato spagnolo di pallacanestro maschile.
Il torneo si compone di diciotto formazioni, che si affrontano in un unico girone all'italiana con partite di andata e ritorno. Le prime otto si qualificano per i play-off per il titolo nazionale, disputati al meglio delle cinque gare con la prima e la terza e la quinta in casa della meglio classificata al termine della stagione regolare. Le ultime due retrocedono in Liga LEB.
L'FC Barcelona, primo al termine della stagione regolare, vince il suo tredicesimo titolo nazionale in finale dei play-off sul Pamesa Valencia, secondo dopo le trentaquattro giornate.

## Risultati

### Stagione regolare
|     | Squadra                   | G  | V  | P  | PF    | PS    | Pt. | Qualificazione    |
| --- | ------------------------- | -- | -- | -- | ----- | ----- | --- | ----------------- |
| 1.  | FC Barcelona              | 34 | 27 | 7  | 2.792 | 2.588 | 61  | playoffs          |
| 2.  | Pamesa Valencia           | 34 | 26 | 8  | 2.815 | 2.524 | 60  | playoffs          |
| 3.  | Unicaja Málaga            | 34 | 24 | 10 | 2.663 | 2.567 | 58  | playoffs          |
| 4.  | Adecco Estudiantes        | 34 | 23 | 11 | 2.870 | 2.605 | 57  | playoffs          |
| 5.  | Auna Gran Canaria         | 34 | 21 | 13 | 2.834 | 2.713 | 55  | playoffs          |
| 6.  | TAU Cerámica              | 34 | 18 | 16 | 2.763 | 2.665 | 52  | playoffs          |
| 7.  | DKV Joventut              | 34 | 18 | 16 | 2.849 | 2.753 | 52  | playoffs          |
| 8.  | CB Lucentum Alicante      | 34 | 18 | 16 | 2.745 | 2.716 | 52  | playoffs          |
| 9.  | Leche Río Breogán         | 34 | 17 | 17 | 2.769 | 2.830 | 51  |                   |
| 10. | Real Madrid               | 34 | 17 | 17 | 2.667 | 2.608 | 51  |                   |
| 11. | Caprabo Lleida            | 34 | 16 | 18 | 2.730 | 2.819 | 50  |                   |
| 12. | Caja San Fernando         | 34 | 16 | 18 | 2.722 | 2.687 | 50  |                   |
| 13. | Ricoh Manresa             | 34 | 15 | 19 | 2.692 | 2.757 | 49  |                   |
| 14. | Jabones Pardo Fuenlabrada | 34 | 14 | 20 | 2.740 | 2.881 | 48  |                   |
| 15. | Casademont Girona         | 34 | 12 | 22 | 2.623 | 2.790 | 46  |                   |
| 16. | Fórum Valladolid          | 34 | 11 | 23 | 26.25 | 2.789 | 45  |                   |
| 17. | Cáceres Club Baloncesto   | 34 | 8  | 26 | 2.683 | 2.930 | 42  | retrocesse in LEB |
| 18. | CB Granada                | 34 | 5  | 29 | 2.584 | 2.944 | 39  | retrocesse in LEB |

## Playoff
|  | Quarti di finale | Quarti di finale  | Quarti di finale |          |             | Semifinali | Semifinali | Semifinali |  |  | Finali | Finali     | Finali |
|  |                  |                   |                  |          |             |            |            |            |  |  |        |            |        |
|  | 1.               | Barcellona        | 3                |          |             |            |            |            |  |  |        |            |        |
|  | 8.               | Alicante          | 1                |          |             |            |            |            |  |  |        |            |        |
|  | 8.               | Alicante          | 1                |          | 1.          | Barcellona | 3          |            |  |  |        |            |        |
|  |                  |                   |                  |          | 1.          | Barcellona | 3          |            |  |  |        |            |        |
|  |                  | 4.                | Estudiantes      | 1        |             |            |            |            |  |  |        |            |        |
|  | 4.               | 4.                | Estudiantes      | 1        | Estudiantes | 3          |            |            |  |  |        |            |        |
|  | 4.               |                   |                  |          | Estudiantes | 3          |            |            |  |  |        |            |        |
|  | 5.               | Gran Canaria      | 0                |          |             |            |            |            |  |  |        |            |        |
|  |                  |                   |                  |          |             |            |            |            |  |  | 1.     | Barcellona | 3      |
|  |                  |                   | 2.               | Valencia | 0           |            |            |            |  |  |        |            |        |
|  | 2.               | Valencia          | 3                |          |             |            |            |            |  |  |        |            |        |
|  | 7.               | Joventut Badalona | 0                |          |             |            |            |            |  |  |        |            |        |
|  | 7.               | Joventut Badalona | 0                |          | 2.          | Valencia   | 3          |            |  |  |        |            |        |
|  |                  |                   |                  |          | 2.          | Valencia   | 3          |            |  |  |        |            |        |
|  |                  | 3.                | Málaga           | 2        |             |            |            |            |  |  |        |            |        |
|  | 3.               | 3.                | Málaga           | 2        | Málaga      | 3          |            |            |  |  |        |            |        |
|  | 3.               |                   |                  |          | Málaga      | 3          |            |            |  |  |        |            |        |
|  | 6.               | Saski Baskonia    | 2                |          |             |            |            |            |  |  |        |            |        |

| Liga ACB 2002-2003    |
| --------------------- |
| Barcellona 13º titolo |

## Formazione vincitrice
| N° | Naz.                   | Ruolo | Sportivo             |  | Alt. |  |
| -- | ---------------------- | ----- | -------------------- |  | ---- |  |
| 5  | Spagna (bandiera)      | P     | Nacho Rodríguez      |  | 186  |  |
| 6  | Spagna (bandiera)      | C     | Alfons Alzamora      |  | 206  |  |
| 7  | Italia (bandiera)      | AG    | Gregor Fučka         |  | 215  |  |
| 8  | Germania (bandiera)    | C     | Patrick Femerling    |  | 215  |  |
| 9  | Spagna (bandiera)      | AP    | César Bravo          |  | 200  |  |
| 10 | Jugoslavia (bandiera)  | AP    | Dejan Bodiroga       |  | 205  |  |
| 11 | Spagna (bandiera)      | G     | Juan Carlos Navarro  |  | 192  |  |
| 12 | Spagna (bandiera)      | C     | Roberto Dueñas       |  | 221  |  |
| 13 | Lituania (bandiera)    | P     | Šarūnas Jasikevičius |  | 193  |  |
| 14 | Spagna (bandiera)      | AP    | Rodrigo de la Fuente |  | 200  |  |
| 15 | Brasile (bandiera)     | C     | Anderson Varejão     |  | 208  |  |
| 17 | Spagna (bandiera)      | AG    | Nacho Martín         |  | 205  |  |
| 18 | Paesi Bassi (bandiera) | C     | Remon van de Hare    |  | 220  |  |
|    | Jugoslavia (bandiera)  | All.  | Svetislav Pešić      |  |      |  |

## Premi e riconoscimenti
- Liga ACB MVP:  Wálter Herrmann, Jabones Pardo Fuenlabrada
- Liga ACB MVP finali:  Šarūnas Jasikevičius, FC Barcelona